# François Grendel
François Grendel (* 1. Januar 1897 in Gouda, Provinz Südholland, Niederlande; † 26. November 1969 in Leersum) war ein niederländischer Apotheker und Biologe.

## Leben
Grendel wurde 1897 in Gouda als Sohn eines Apothekers geboren. Von 1915 bis 1922 arbeitete er in einer Apotheke in Utrecht. Darauf folgte ein Studium an der Universität Utrecht, wo er 1925 erstmals mit Evert Gorter eine Doppellipidschicht als Hauptbestandteil von biologischen Membranen (wie z. B. der Zellmembran) beschrieb. Im Februar 1927 promovierte er ebenda mit einer Arbeit zum Thema "Über die Verteilung von Fettsäuren, Fetten und Proteinen". Zudem wirkte Grendel von 1922 bis 1931 in einer Kinderklinik und ab 1931 wieder als Apotheker. 1923 heiratete er in 's-Gravenhage die Apothekerin Nannij Hendrika Peppink.
In den 1940er Jahren betrieb Grendel zwei Apotheken im Viertel Bezuidenhout in Den Haag. Er wurde 1942 Mitglied der niederländischen Apothekenkammer und später durch Arthur Seyß-Inquart, den Reichskommissar für die Niederlande, als deren Präsident ernannt. Er kollaborierte mit der deutschen Besatzung in den Niederlanden, soll zu deren Gunsten Gelder veruntreut und maßgeblich an der Liquidierung jüdischer Apotheken in Amsterdam beteiligt gewesen sein. Zum Kriegsende wurde er verhaftet und 1947 wurde ihm durch ein niederländisches Gericht der Prozess gemacht.
Grendel starb im Alter von 72 Jahren am 26. November 1969 in Leersum.

## Schriften
- E. Gorter, F. Grendel: On bimolecular layers of lipids on the chromocytes of the blood. In: The Journal of experimental medicine. Band 41, Nummer 4, März 1925, S. 439–443.
- F. Grendel: Over de spreiding van vetzuren vetten en Eiwitten. Proefschrift; Leiden, 1927.[8]